# Campofilone
Campofilone là một đô thị ở tỉnh Ascoli Piceno ở vùng Marche, khoảng 60 km southeast of Ancona và khoảng 30 km về phía đông bắc của Ascoli Piceno. Tại thời điểm ngày 31 tháng 12 năm 2004, đô thị này có dân số 1.857 người và diện tích 12,1 km².

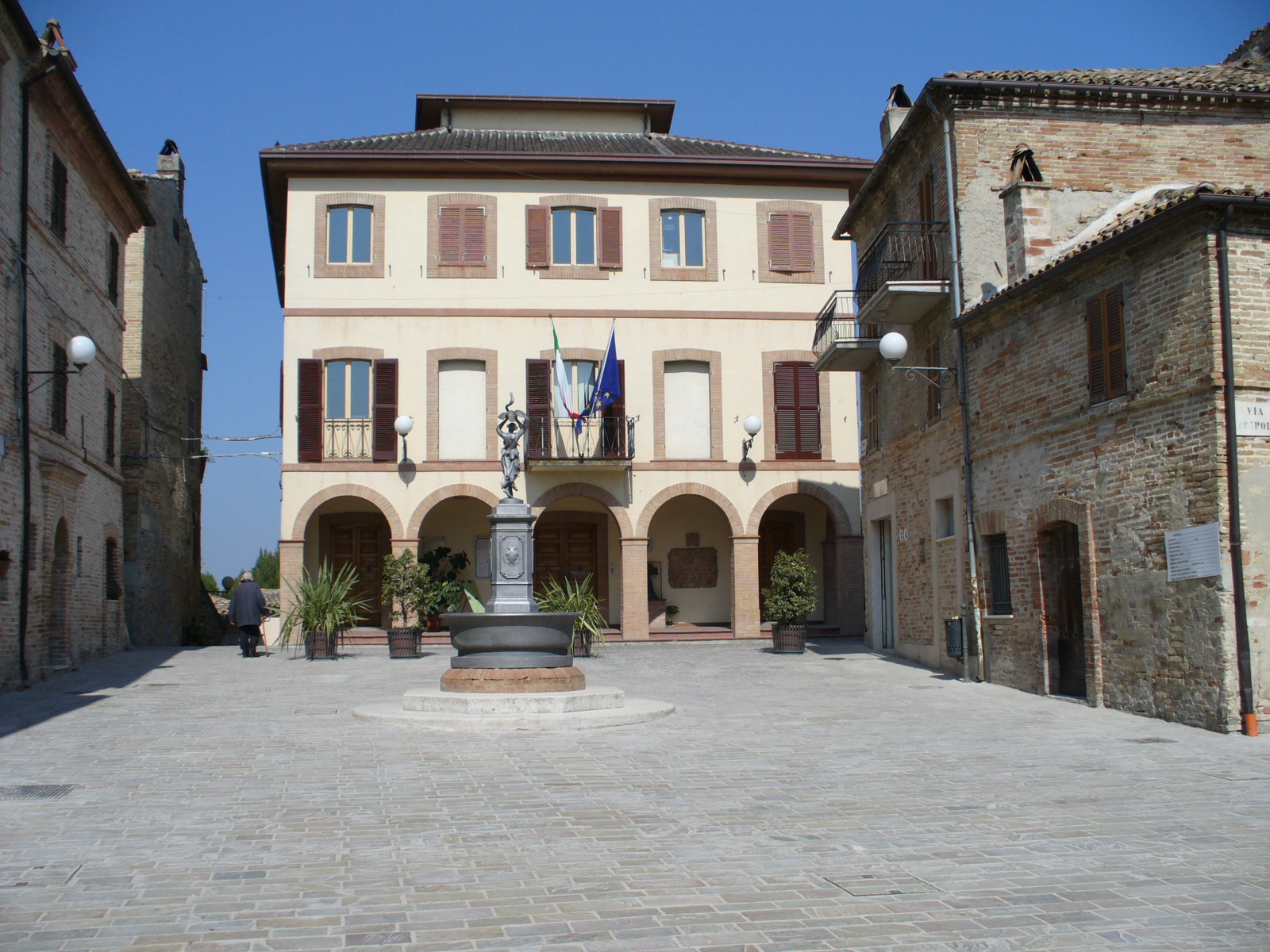
Tòa thị chính.

Campofilone giáp các đô thị: Altidona, Lapedona, Massignano, Montefiore dell'Aso, Pedaso.